# Die Mitte der Welt
Die Mitte der Welt ist ein Roman von Andreas Steinhöfel aus dem Jahr 1998. Es ist eine Geschichte über die Probleme des Erwachsenwerdens, Pubertät, Neid und Eifersucht, Freundschaft und (schwule) Liebe. Der Roman wurde mit dem Buxtehuder Bullen ausgezeichnet und für den Deutschen Jugendliteraturpreis nominiert. 
Das Buch wurde von Alisa Jaffa ins Englische übersetzt (als The Center of the World 2005 in den USA erschienen, in Großbritannien veröffentlicht 2006 als Centre of my World). Es ist außerdem ins Dänische (Verdens navle), Niederländische (Het midden van de wereld), Polnische (Środek świata), Ukrainische (Середина світу), Französische (Le Milieu du monde), Russische (В центре Вселенной), Slowenische (Središče sveta) und Italienische (Il centro del mondo) übersetzt worden.

## Inhalt
Die Haupthandlung des Romans schildert das Leben der Familie zu einem Zeitpunkt, als die Kinder 17 Jahre alt sind. 
Der Zeitraum der Haupthandlung erstreckt sich von dem Ende der Sommerferien bis zum Neujahr. Zudem wird in, dem Assoziationsprinzip folgenden Rückblenden die Vergangenheit der Familie erzählt und dabei in einzelnen Teilkapiteln die Kindheit der Zwillinge Phil und Dianne sowie das Leben von deren alleinerziehender Mutter Glass und ihrem Bekanntenkreis erzählt. 
Etwas abseits einer deutschen Kleinstadt wohnt Phil mit seiner Mutter Glass und seiner Zwillingsschwester Dianne in der alten Villa Visible. Die Dorfbewohner haben kaum Kontakt zu der als sonderbar geltenden Familie – die Kinder werden als „Hexenkinder“ bezeichnet, die Mutter mit ihren häufig wechselnden Partnern als „Schlampe“, während Glass ihrerseits die überwiegend konservativ-angepassten Dorfbewohner abweisend „die kleinen Leute“ nennt. Dianne kann angeblich mit Tieren kommunizieren, lebt sehr zurückgezogen in ihrer eigenen Welt und lässt nur wenige Menschen an ihrem Leben teilhaben. Weitere Bezugspersonen für Phil sind seine beste Freundin Kat, die mit Glass eng befreundete Anwältin Tereza und der seefahrende Verwandte Gable.
Im Zentrum steht zunehmend Phils Liebe zu seinem Mitschüler Nicholas: Phil verliebt sich in den neu in die Klasse gekommenen Nicholas, der durch seine Sportlichkeit und gutes Aussehen auffällt, ansonsten aber verschlossen bleibt. Nicholas deutet Phils zögerlich gesetzte Signale richtig und fordert ihn dazu auf, mit ihm zu schlafen. Phil ist zwar verliebt und der Sex mit Nicholas gefällt ihm, doch werden seine Versuche, die Beziehung mit Nicholas zu vertiefen, von diesem meist abgeblockt. Als Phil Kat etwas verspätet von seiner Beziehung mit Nicholas berichtet, empfindet sie Phils Verschweigen kurz als beleidigend, freundet sich dann aber auch mit Nicholas an. Die Freundschaft zu dritt verläuft für einige Zeit harmonisch.
Ebenfalls wichtig ist ein Geheimnis, welches das Verhältnis zwischen Dianne und der Mutter zerrüttet hat. Während Phil vor drei Jahren für einige Wochen verreist war, muss etwas die Beziehung beschädigt haben, doch beide schweigen eisig gegenüber Phil. Erst als Glass in dem Anwalt Michael einen festen Lebensgefährten findet und Dianne einen Freundeskreis in der Schule entwickelt, öffnen sie sich langsam. Dianne erzählt Phil, dass sie vor einigen Jahren ihre Mutter mit Mutterkorn vergiftete, als diese schwanger war. Glass erlitt eine Totgeburt und musste lange im Krankenhaus bleiben. Dianne wollte nicht, dass noch ein Kind wie die Zwillinge unter der Ausgrenzung im Dorf und Glass’ wechselnden Beziehungen leiden sollte. Als dann vor drei Jahren Diannes Freund durch einen Unfall bei einem schweren Sturm ins Koma fiel, kam es zu einem Streit mit Glass, bei dem Dianne ihrer Mutter die Vergiftung gestand.
Von der Enthüllung geschockt versucht Phil bei Nicholas Trost zu finden, doch entdeckt er diesen beim Geschlechtsverkehr mit Kat. Phil schließt sich tagelang in sein Zimmer ein. Als er sich schließlich mit Nicholas ausspricht, sagt dieser ihm, dass er ihn nicht liebe, aber trotzdem brauche. Wenige Sekunden später wird Nicholas von Wolf, einem psychisch kranken Mitschüler, der einst eng mit Phil befreundet war, angeschossen und verliert dabei sein Auge. Im Dorf toben daraufhin wilde Spekulationen und Phil verschließt sich erneut in Grüblereien. Als Gable an Weihnachten in Visible erscheint, unterbreitet er Phil das Angebot, mit ihm für einige Zeit auf einem Schiff nach Amerika zu fahren, um die Vorkommnisse hinter sich zu lassen. Phil nimmt an und will in Amerika nach seinem Vater suchen. Nach langem Zögern verrät Glass ihm die Identität seines ihm auch namentlich völlig unbekannten Vaters. Das Verhältnis zwischen Glass und Dianne scheint langsam zu heilen, als Phil aus Visible in die weite Welt aufbricht.

## Figuren
- Phil: die 17-jährige Hauptfigur des Buches, die als Ich-Erzähler fungiert. Seine Homosexualität ist durch sein Umfeld normal aufgenommen worden und bereitet ihm weniger Probleme, dagegen aber eher, dass der Gymnasiast im Umgang mit seinen Mitmenschen oft grüblerisch erscheint und selten selbst die Initiative ergreift. Sein erstes Erlebnis mit einem Jungen hatte er, durch seine Mutter und Gable arrangiert, mit 14 Jahren während einer Schiffsreise durch das Mittelmeer. Die Lieblingsplätze von Phil sind die Bibliothek von Visible, die für ihn „die Mitte der Welt“ darstellt, sowie ein verborgen im Wald liegender Teich.
- Glass: die Mutter der Zwillinge, die sie bereits mit 17 Jahren auf die Welt gebracht hat. Sie kam mit der Geburt der Kinder aus den USA nach Deutschland, wo sie Visible von ihrer Schwester erbte. Jung, alleinerziehend, in einem fremdsprachigen Land und mit wenig Geld schaffte sie es, ihre Kinder für das Leben zu wappnen und zugleich mit einer Anstellung als Anwaltsgehilfin Geld zu verdienen. Im Dorf wird sie wegen ihrer häufig wechselnden Partner und ihrer unkonventionellen Erziehung kritisch beäugt, teilweise auch gehasst. Sie bekommt aber auch häufiger Besuch durch von ihren Ehemännern vernachlässigte oder betrogene Dorffrauen, die sie um Rat und Hilfe bitten.
- Dianne: Phils Zwillingsschwester, der Glass und Teile des Dorfes nachgesagen, sie könne mit Tieren reden – als ein Junge, der Dianne beim Baden beobachtet hat, von seinem Hund angegriffen wird, kommen diese Spekulationen besonders zum Tragen. Besonders Dianne, aber auch Phil bemerken für sich die Schattenseiten von Glass’ Zwist mit den Dorfbewohnern, da sie im Dorf kaum Freunde finden. Dafür hasst sie Glass. In der Mitschülerin Kora und deren Freundeskreis findet sie im Laufe der Haupthandlung schließlich Anschluss. Eine weitere wichtige Person in ihrem Leben ist Zephyr, das Pseudonym für den gleichaltrigen Jungen Jan, der auf dem Weg nach Visible bei einem Sturm verunglückte und seit drei Jahren im Koma reglos liegt. Der Junge war vor seinem Fall ins Koma der Freund von Dianne und sie besucht ihn noch immer im Krankenhaus. Erst gegen Ende des Romans lässt sie langsam von ihm los.
- Katja (Spitzname Kat): die beste Freundin von Phil, die er erstmals als Kind in einer Klinik kennengelernt hat, als ihnen beiden die Segelohren angelegt wurden. Kat ist die Tochter des örtlichen Schuldirektors, der wenig erfreut ist, dass seine Tochter ausgerechnet mit dem Sohn der notorischen Glass befreundet ist. Die kluge und selbstbewusste Kat sieht dagegen Glass als Vorbild. Zugleich wird im Verlaufe des Romans aber immer deutlicher, dass Kat egoistische und besitzergreifende Charakterzüge hat. Phil weiß nach ihrem Betrug am Ende des Romans noch nicht, ob er die Freundschaft mit Kat fortsetzen will.
- Nicholas: der 18-jährige Freund von Phil, der neu in den Jahrgang gekommen ist, nachdem er zuvor von einem weiter entfernt gelegenen Internat geflogen ist. Seine Familie gehört zu den reichsten der Kleinstadt, ist aber mit einem ständig auf Reisen befindlichen Vater und einer suchtkranken Mutter dysfunktional. Phil versucht Nicholas zu ergründen, allerdings bleibt dieser verschlossen und definiert die Beziehung hauptsächlich über Sex. Nicholas ist panisch darüber, dass er durch die Beziehung geoutet werden könnte. In einem Schuppen sammelt Nicholas auf dem Boden liegende Gegenstände, zu denen er Geschichten erfindet. Unter seinen Gegenständen befindet sich auch eine Schneekugel, die Phil als Kind verloren hatte, als er Nicholas zum ersten Mal sah.
- Tereza: eine junge Anwältin, die die im Schnee zusammengebrochene Glass während ihrer Wehen mit Phil und Dianne entdeckt. Daraus entwickelt sich eine enge Freundschaft, in der die lesbische Tereza auch romantische Gefühle entwickelt, die aber von der heterosexuellen Glass nicht erwidert werden. Tereza fühlt als erstes, dass Phil schwul ist, und steht Glass auch sonst stets zur Hilfe. Die Tochter eines renommierten Professors wird als rothaarig und zart beschrieben. Gegen Ende des Romans entscheiden sich Tereza und ihre Lebensgefährtin, in die Niederlande zu ziehen, was für Phil mit einem traurigen Gefühl der Trennung verbunden ist.
- Pascal: seit einigen Jahren die Lebensgefährtin von Tereza, die vor allem durch sarkastische und gelegentlich verletzende, zugleich aber ehrliche und meist zutreffende Kommentare auffällt. Beruflich verarbeitet die aus den Niederlanden kommende Pascal Schmuckketten.
- Michael: ein erfolgreicher Anwalt, der im Laufe des Romans der Lebensgefährte von Glass und deren erste feste Beziehung wird. Phil bewundert vor allem die Ruhe und Selbstsicherheit, die Michael ausstrahlt.
- Gable: ein Cousin von Glass, der als Seefahrer durch die Welt reist und das Meer sowie die damit verbundene Freiheit liebt. Für Phil ist Gable ein gewisser Vaterersatz, allerdings auch nur begrenzt, da Gable nur unregelmäßig in Visible vorbeischaut.
- Herr Händel: Phils Mathematiklehrer, der in seinem Unterricht immer wieder philosophiert und sich auch mit den üblichen Ansichten der Dorfbewohner anlegt.
- Wolf: der gleichaltrige Junge ist für kurze Zeit Phils Freund in der sechsten Klasse, da beide in einer Außenseiterposition sind. Als Wolf vor seinen Augen kleine Vögel erschießt, bricht die Freundschaft aber schnell. Wolf hatte den Selbstmord seiner Mutter ansehen müssen und trägt davon psychische Schäden. Einige Jahre später, in der Haupthandlung des Buches, will er einen Warnschuss an Phil abgeben, zielt aber – möglicherweise aus Eifersucht wegen Phil – direkt auf Nicholas.
- Thomas: der Ex-Freund von Kat, der eifersüchtig auf Phil ist, da er diesen für den neuen Freund von Kat hält. Als Phil ihn unvermittelt küsst und ihm dadurch zeigt, dass er kein Interesse an Mädchen hat, wird Thomas noch wütender und stiftet Wolf zum Schuss an.
- Dennis: eines der Dorfkinder, mit denen sich Phil und Dianne während ihrer Kindheit eine auf beiden Seiten blutige Schlacht (von Phil „Schlacht am großen Auge“ genannt) liefern, die zu dem Mythos der „Hexenkinder“ beiträgt. Dennis verwundet Dianne mit einem Messer, eine Narbe bleibt zurück. Später zieht Dennis mit seiner Mutter, die von ihrem Ehemann geschlagen wird, aus dem Dorf (nachdem Glass ihr dazu geraten hatte). Zehn Jahre später steht ein veränderter Dennis überraschend vor der Haustür von Visible und entschuldigt sich bei Dianne.
- Annie Glösser: eine geistig verwirrte Dorfbewohnerin, die etwas abseits des Dorfes lebt. Sie freundet sich mit Phil an und zeigt dem Kind, wie man sich ein „schönes Erlebnis“ (sie meint eine Selbstbefriedigung) macht. Nachdem sie in ein Loch auf einer Baustelle fährt, wird sie in eine Anstalt gebracht, und ihr Haus zerfällt.
- Herr Trödt: der hochbetagte Besitzer eines Tante-Emma-Ladens, der zwei Kriege durchgemacht hat und als einer der wenigen im Dorf Glass mit Freundlichkeit begegnet, ohne sie zu verurteilen. Nach seinem Tod vermacht er Glass’ Kindern seinen Bonbonautomaten.
- Herr Hendriks: ein schmieriger Bestattungsunternehmer, der Terezas Vater beisetzen soll. Da Terezas Vater sich aber eine Erdbestattung in seinem Garten gewünscht hat, gibt Glass vor, an Hendriks interessiert zu sein und macht ihm Avancen, kippt ihm dann allerdings Schlafmittel in sein Getränk. So können Tereza und Glass den Leichnam stehlen und im Garten begraben.
- Frau Hebeler: die strenge Bibliothekarin im Dorf, bei der Nicholas aushilft.
- Tante Stella: die ältere Schwester von Glass war eine amerikanische Schönheitskönigin, die bei einer Reise durch Europa Visible entdeckte und kaufte. Sie versuchte das Haus zu renovieren und lud ihre schwangere Schwester Glass zu einem Besuch ein, starb jedoch noch vor Glass’ Ankunft bei einem Fenstersturz.
- Nummer Drei: In der von Glass aufgeschriebenen Liste ihrer Sexualpartner ist „Nummer Drei“ besonders, da nach Phils Berechnungen dieser sein Vater sein muss. Glass weigert sich gegenüber Phil trotz Aufforderungen bis fast zum Ende des Romans, bei seiner Abreise nach Amerika, seinen Namen zu nennen.

## Entstehungshintergrund

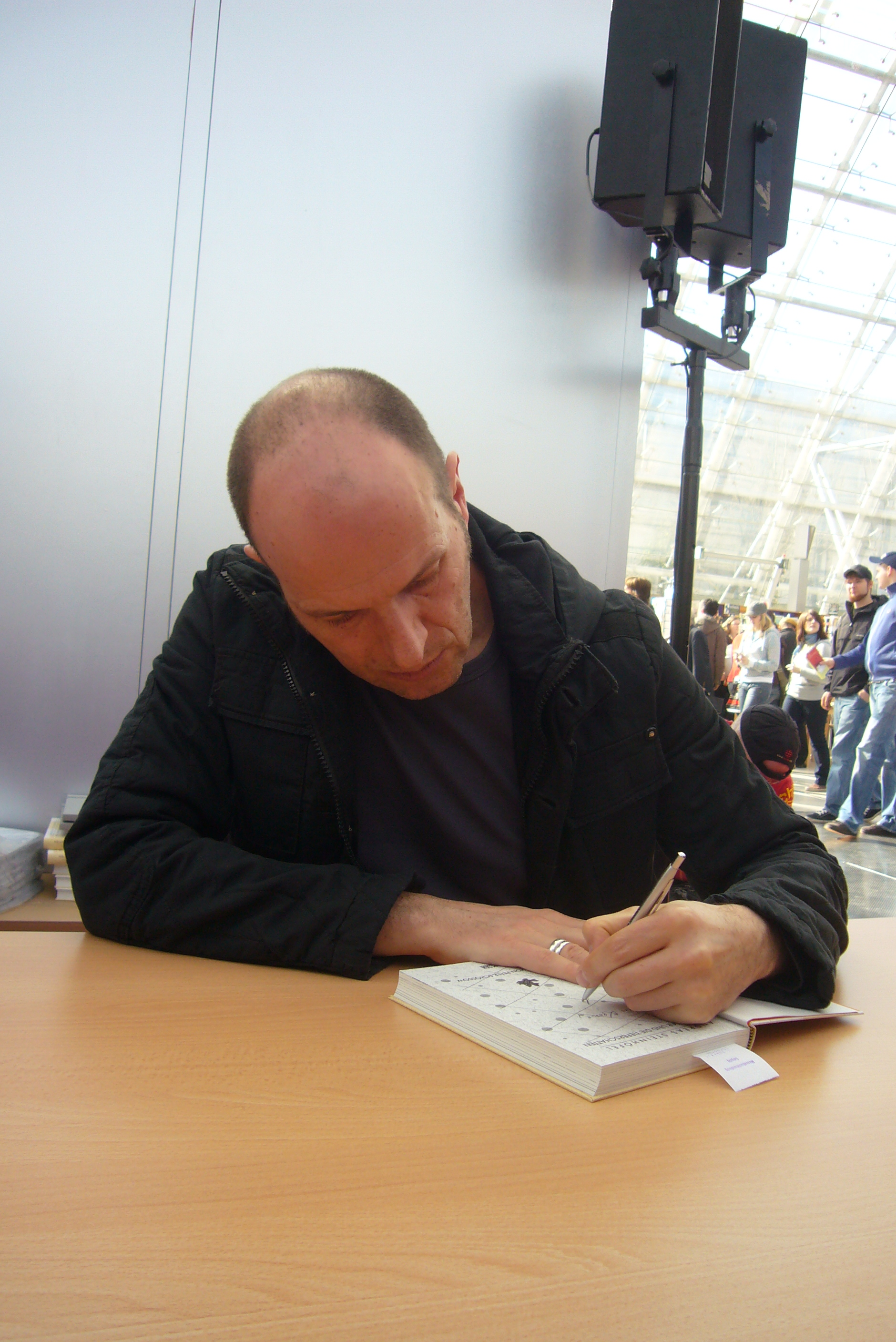
Andreas Steinhöfel (2008)

Andreas Steinhöfel sollte ursprünglich eine Kurzgeschichte zum Thema der ersten Liebe schreiben, doch das Werk weitete sich zu einer Art „Bildungsroman“ mit zwei bis drei Jahren Entstehungszeit aus. Er gestaltete die Liebesbeziehung als homosexuell, da er selbst schwul ist, und glaubte, die Liebesbeziehung so glaubwürdiger gestalten zu können, was er im Nachhinein als naiv bezeichnete: „Denn dann habe ich natürlich festgestellt, dass es total egal ist, in welcher Kombination man über Beziehungen schreibt. Das Gefühl ist ja immer dasselbe. Aber bei Phil kam noch dazu, dass die ganze Familie aus Außenseitern besteht. Da bot es sich einfach an, seinen Außenseiterstatus nochmal zu verstärken“. Er hätte keinen Coming-out-Roman schreiben wollen, sondern auch versucht, „in Richtung eines neuen Selbstverständnisses schwuler jugendlicher Romanfiguren zu gehen“.
In einem frühen Entwurf war Phil noch nicht als Ich-Erzähler entwickelt, ebenfalls wollte Steinhöfel der Figur wegen seiner Passivität zum Leben zunächst das Unglück zustoßen lassen, welches später dem noch passiveren und verschlossenen Nicholas zustößt. Die Handlung und Figuren des Buches sind frei erfunden, einzig die Dorfbewohnerin Annie Glösser ließ er auf einer Nachbarin aus seiner Kindheit basieren, die leicht geistig behindert war, Kinder zu sich nach Hause einlud und am Ende tatsächlich in ein Loch gefallen ist. Er baute dagegen einige Anspielungen an die griechische Mythologie ein, so lässt sich beispielsweise Leto bei der Geburt ihrer Zwillinge auf der Insel Delos (griechisch sichtbar, englisch visible) nieder.

## Rezeption
Die Mitte der Welt entwickelte sich zu dem ersten großen Erfolg von Steinhöfel und schaffte es, trotz Veröffentlichung im vornehmlichen Jugendbuchverlag Carlsen auch viele erwachsene Leser anzuziehen. Das Buch zählt inzwischen zur Schullektüre.

„Es ist die (Kinder-)Perspektive dieser Rückblenden, die dem trockenen Witz des (Kinderbuch-)Autors Steinhöfel Raum gibt, es sind die romantischen Märchenmotive – vom Teich über die schwarze Holzpuppe zum Schloß mit den Königskindern –, die der Übersetzer und Kritiker Steinhöfel einbaut, und es ist der Kunstgriff eines jungen belesenen Autors, mit dem er diese beiden Ebenen zu einem Buch über die Zärtlichkeit des Lesens und das Risiko von Gefühlen verbunden hat.“

„In […] »Die Mitte der Welt« fasziniert von Anfang an ein geheimnisvolles Moll-Thema, eine rätselhafte und doch verführerische Melancholie. [...] Ob er seinen verschollen geglaubten Vater finden wird, erfahren wir nicht, aber wir träumen weiter und hoffen auf eine Fortsetzung dieses Märchens, wir wollen mehr hören von dieser Ballade »in a mellow tone«.“

## FortsetzungDefender – Geschichten aus der Mitte der Welt
In mehreren Kurzgeschichten führt Steinhöfel die Geschichten der handelnden Personen in dem 2001 erschienenen Buch Defender – Geschichten aus der Mitte der Welt fort.
In der Geschichte Herbstastern geht es um Dennis, den Jungen, der Dianne mit dem Messer an der Schulter verletzt, und seine Geschwister, die aus Herbstastern einen Totenkranz schneiden, für ihren alkoholkranken Vater, welcher zuvor verstorben ist. 
In der Geschichte Winterlandschaft geht es um Diannes Freundin Kora und ihren kleinen Bruder Tobbel, die gezwungen sind, ein paar Tage in einem Wohnwagen zu verbringen. Ihre Eltern haben einen schrecklichen Streit und glauben, diesen nur in Abwesenheit der Kinder beilegen zu können; die Art der Erzählung lässt die Möglichkeit, dass dadurch die Kinder geschützt werden sollen, nicht zu. Die Zeit im Wohnwagen ist für Kora und Tobbel besonders schwierig, da es Winter ist, Kora mit der Situation überfordert ist und die Kinder sich von ihren Eltern weggeschickt (oder abgeschoben) fühlen. Kora ist im Buch Die Mitte der Welt Diannes einzige Freundin.
In der Geschichte Die Katze erzählt Kat von ihrem Freund Thomas, was sie wirklich für ihn empfindet, ihrem ersten Mal mit ihm, aber auch von ihrer Beziehung zu ihren Eltern und ihrem besten Freund Phil, den sie sehr liebt aber auch weiß, dass sie von ihm nicht dieselbe Liebe erwarten kann. Die Kurzgeschichte hilft ein wenig zu verstehen, warum Kat Phil im Buch „Die Mitte der Welt“ derartig hintergeht.
In der Geschichte Merle geht es um eine tapfere Schülerin, die nicht dem Gruppenzwang unterliegt. Ein neuer Lehrer unterrichtet an ihrer Schule und wird von Merles Mitschülern gemobbt. Nachdem sich Merle einmal daran beteiligt hat, kommen ihr Zweifel an ihrem Handeln und sie nimmt allen Mut zusammen, um ihrem Gewissen Rechnung zu tragen.
Schließlich lernt man auch „Defender“ näher kennen, der eigentlich Johannes heißt und auch in Steinhöfels Buch Der mechanische Prinz einen Gastauftritt hat.
Das Zitat, auf dem Defender aufbaut, stammt aus dem Anfang von Charles Dickens’ Roman David Copperfield: „Ob ich mich als Held meiner eigenen Lebensgeschichte herausstelle oder ob jemand anderem diese Rolle zukommt, werden die folgenden Seiten zeigen müssen (...)“.
Das Buch wurde ebenfalls für den Deutschen Jugendliteraturpreis nominiert.

## Adaptionen
Verschiedene Theateradaptionen des Romans wurden deutschlandweit seit Veröffentlichung des Romans aufgeführt. Eine Aufführung am Jungen Theater des Düsseldorfer Schauspielhauses sorgte im März 2018 für Schlagzeilen, da der religiöse Elternverein NRW sich über die angeblich zu freizügige Inszenierung des Stückes beschwerte.
2004 entstand ein Hörbuch von Die Mitte der Welt in gekürzter Fassung, gelesen von Rufus Beck.
2012 produzierte das freie Hörspiellabel blubb. Hörspiele mit der Genehmigung des Carlsen Verlages eine Hörspielfassung. In den Hauptrollen sind Tom Raczko (Phil) und Katrin Berger (Kat) zu hören. 2018 wurde das Hörspiel als Live-Event aufgeführt.
Das Buch wurde unter der Regie von Jakob M. Erwa verfilmt und kam am 10. November 2016 in die deutschen Kinos. Der Film wurde von Neue Schönhauser Filmproduktion, mojo:pictures und Prisma Film produziert und wird von Universum Film verliehen. Die Verfilmung erhielt verschiedene öffentliche Förderungen. Louis Hofmann übernahm die Hauptrolle des Phil, Jannik Schümann die Rolle des Nicholas und Svenja Jung verkörperte Kat. In weiteren Rollen sind Sabine Timoteo als Glass, Inka Friedrich und Nina Proll als Tereza und Pascal, Ada Philine Stappenbeck als Dianne und Sascha Alexander Geršak als Glass’ neuer Freund Michael.